# Antipodogomphus acolythus
Antipodogomphus acolythus är en trollsländeart som först beskrevs av Martin 1901.  Antipodogomphus acolythus ingår i släktet Antipodogomphus och familjen flodtrollsländor. IUCN kategoriserar arten globalt som livskraftig. Inga underarter finns listade i Catalogue of Life.